# 雙節棍

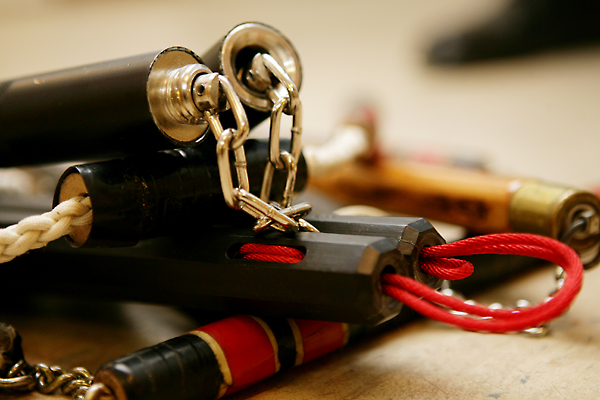
鋼製雙節棍

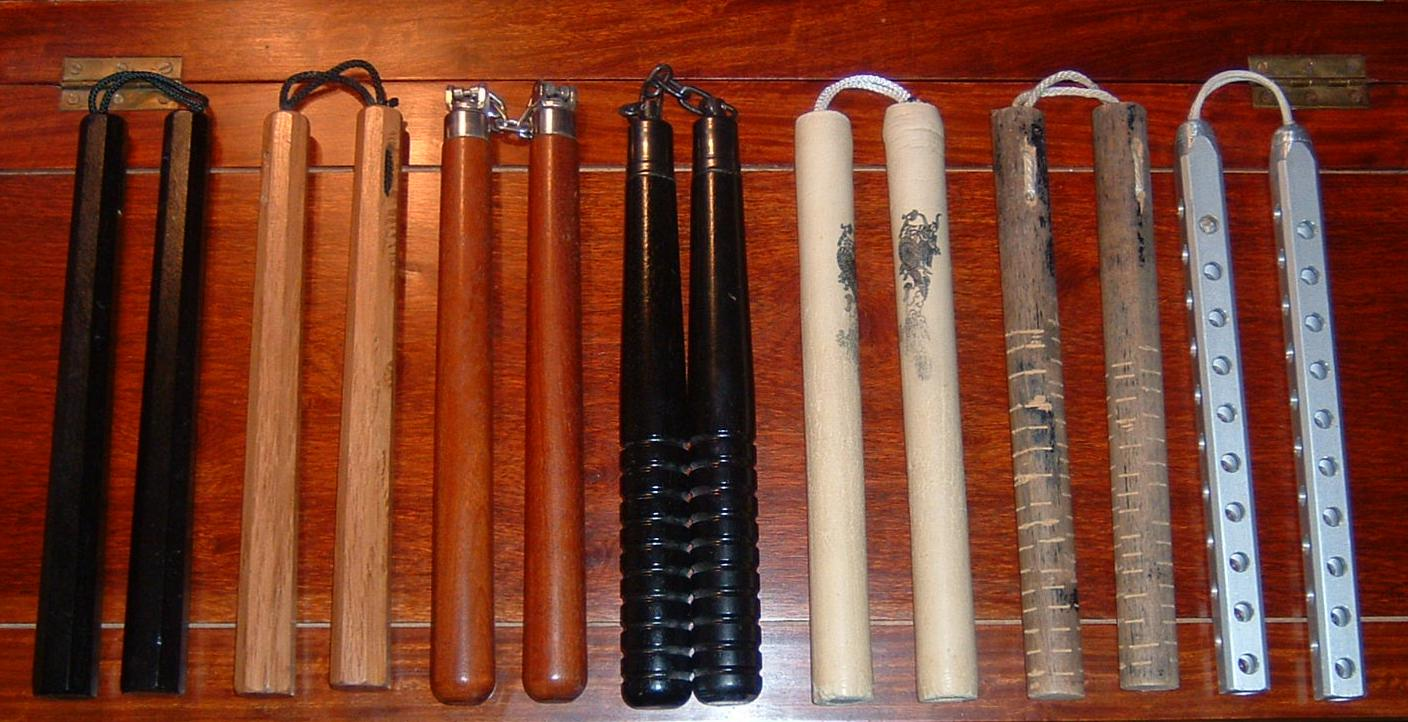
各種雙節棍

雙節棍，又称双截棍，（英語：nunchaku, nunchuks 或 chainsticks）一種冷兵器。

## 起源
傳說宋太祖趙匡胤发明大盘龙棍（又称大扫子、长小棒）和小盘龙棍（小扫子）两种，與現在雙節棍不同的地方是大掃子是一長一短，用以長截破盾，與現在雙節棍應用技法上均大異其趣。但從宋代起連枷即成為中原地區的制式武器，但名稱隨地區與朝代不同各有演變，如宋代與西夏的鐵鍊夾棒，元明的馬上鞭棍、鞭棍，一直沿續到清代的虎頭棒、哨子棍等，皆有演練之法。双节棍的英文名称為「Nunchaku」，由琉球语」直譯而來。琉球语「ヌンチャク」（nunchyaku）据说来自于闽南语“兩節棍”的发音“nng-chat-kun”，指长小棒。

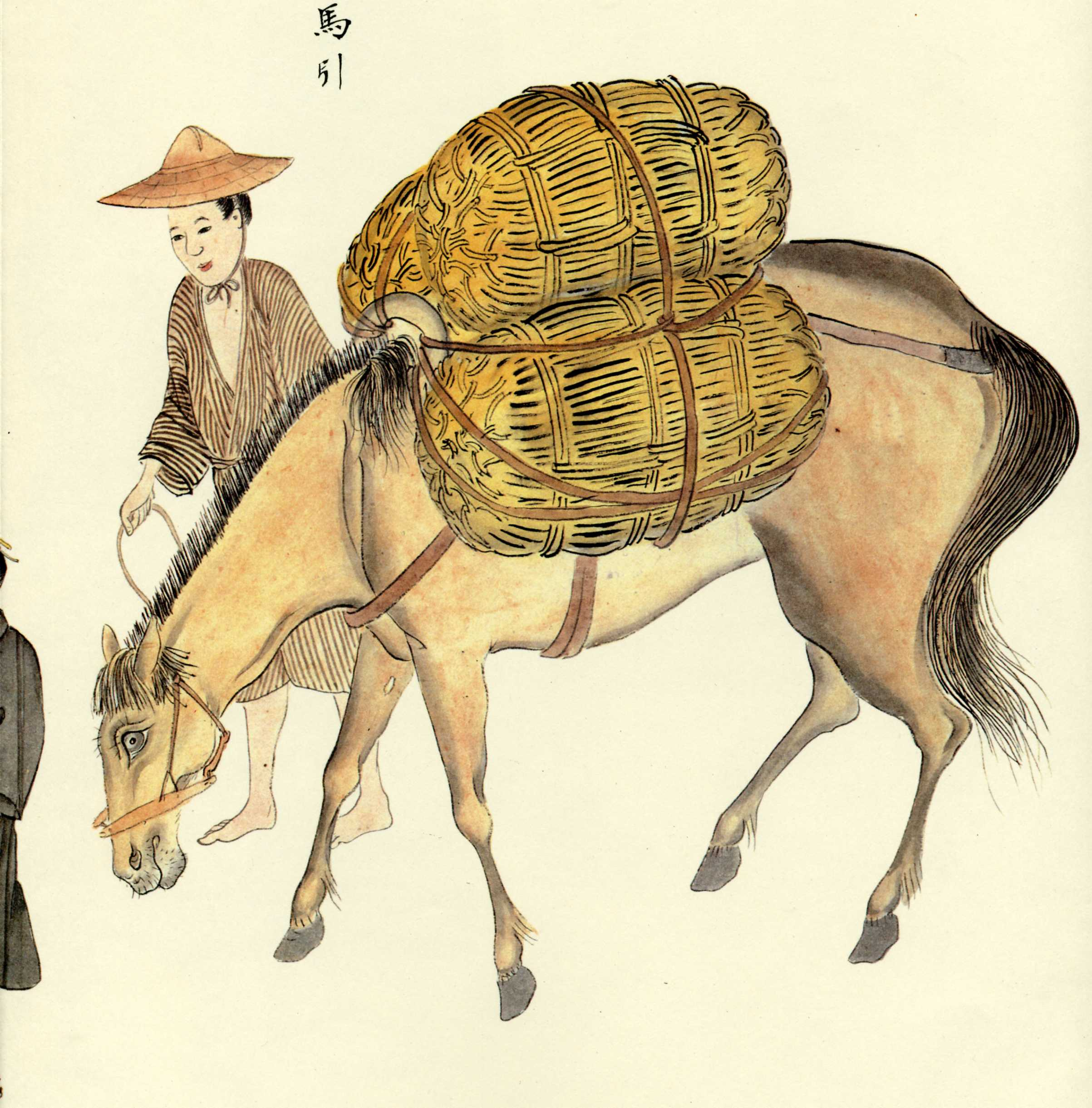
琉球馬轡

由於雙節棍的特殊構造，得以衍生出各種華麗動作，加上攜帶便利，因此現受到很多武術運動愛好者的練習，且常用於武術。
雙節棍真正名揚世界是始於武打明星李小龙，因为在电影中多次使用，許多文献都聲稱他是向菲律宾著名武术家伊诺山度学习雙節棍，但李小龙的女儿李香凝則否认此一说法，並澄清其父的雙節棍功夫全為自学。

## 法條規範
- 雙節棍不屬於中華民國《槍砲彈藥刀械管制條例》規範的武器。
- 在《香港法例》中，鐵鍊雙節棍被列入「重力操作鋼棒」類（警用伸縮警棍也屬此類）[4]。
- 在中華人民共和國《管制刀具认定标准》中，双截棍不属于被管制的武器。廉价的松木质地双截棍并无攻击性，可作为体育器材。

## 结构

耍法

由棍体和棍链组成，通常一根叫龍棍，另一根叫陽棍，又或叫青棍和白棍。对于单节棍体来说，靠近棍链一端称为内端，另一端为外端。

## 握法
共分為正握、反握、叠握、垂棍、架棍、夹棍、背棍、藏棍、举棍等。
- 正握：虎口朝向棍的内端
- 反握：虎口朝向外端称为反握

## 外部連結
- Massimo Calabrò Freestyle Nunchaku (ヌンチャク,雙節棍, shuāng jié gùn) 2012 （页面存档备份，存于）
- Massimo Calabrò Nunchaku New Techniques (ヌンチャク,雙節棍, shuāng jié gùn) Italy 2012 （页面存档备份，存于）
- Massimo Calabrò Freestyle Nunchaku 2012 Avenue Good Way BBoy Bruce Lee Influence （页面存档备份，存于）